# 盧卡斯·格賴德雷爾
盧卡斯·格賴德雷爾（德語：Lukas Greiderer；1993年7月8日—），奧地利北歐兩項運動員，他代表奧地利隊參加了中國舉行的2022年冬季奧林匹克運動會，並且在個人普通跳台/10公里比賽上獲得銅牌。